# (5126) Achéménide
(5126) Achéménide, désignation internationale (5126) Achaemenides, est un astéroïde troyen jovien.

## Description
(5126) Achéménide est un astéroïde troyen jovien, camp grec, c'est-à-dire situé au point de Lagrange L4 du système Soleil-Jupiter. Il présente une orbite caractérisée par un demi-grand axe de 5,240 UA, une excentricité de 0,026 et une inclinaison de 29,9° par rapport à l'écliptique.
Il est nommé en référence au personnage de la mythologie grecque Achéménide, acteur du conflit légendaire de la guerre de Troie.

## Compléments